# Heinrich Quade
Heinrich Quade (* 23. September 1866 auf der Fienstorfer Mühle; † 17. August 1945 in Rostock) war ein deutscher Maurermeister und Bauunternehmer in Rostock. Im Alter von 75 Jahren begann er seine Lebenserinnerungen aufzuschreiben, die 2015 veröffentlicht wurden.

## Leben

### Kindheit und Familie
Heinrich Quade war das einzige Kind des Erbmüllers Heinrich Quade und dessen Ehefrau Johanna, geb. Galle. Er verbrachte seine frühe Kindheit auf der Fienstorfer Mühle. Die Ansiedlung bestand damals aus einem Wohnhaus, einer Bäckerei, einer Windmühle sowie Scheune und Stall und 180 Morgen Ackerland. Als Heinrich Quade das Schulalter erreichte, unterrichtete ihn zunächst Hilfslehrer Hopfenrath in Thulendorf. 1873 wurde Quade in der Großen Stadtschule in Rostock eingeschult und zu seiner Großmutter mütterlicherseits in Pension gegeben.

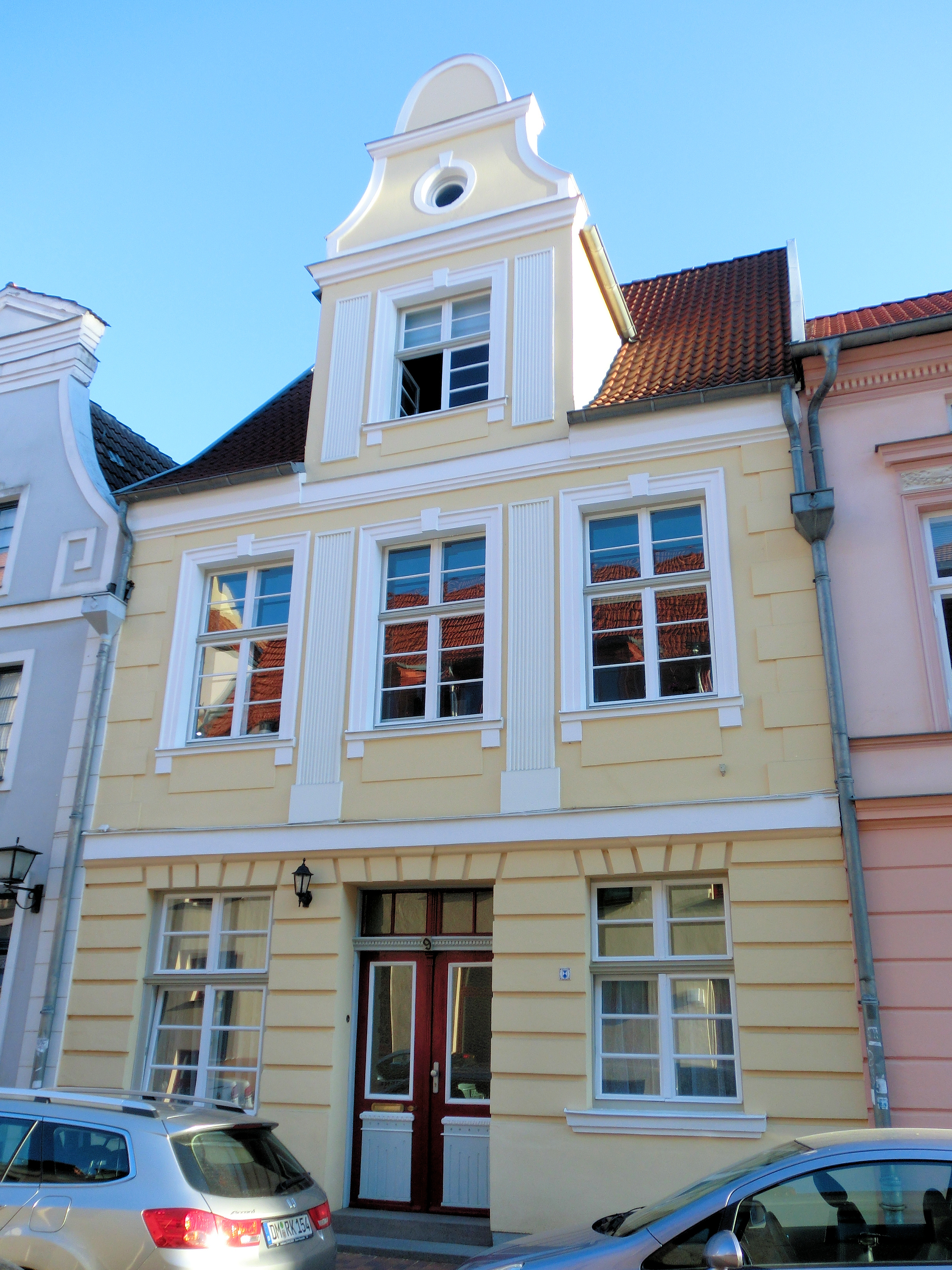
Hartestraße 9

Witwe Friederike Galle lebte in der Hartestraße 9 in Rostock. Quades Großvater Galle war ursprünglich Damenschneider, hatte dann aber ein Korsettgeschäft eröffnet. Dieses Geschäft wurde nach seinem Tod von Großmutter Friederike mit Erfolg weitergeführt. Dagegen hatte Quades Vater auf der Fienstorfer Mühle große Mühe mit der Landwirtschaft, die wegen der mäßigen Bodenqualität nicht viel einbrachte. Seiner Mühle machten in der Nachbarschaft die Thulendorfer Mühle und eine weitere in Hohenfelde Konkurrenz. Nachdem die Hohenfelder Mühle abgebrannt war, bat Heinrich Quade senior auf dem Gut Groß Lüsewitz, das bisher von der abgebrannten Mühle beliefert worden war, die Brot- und Mehllieferungen übernehmen zu dürfen. Quades Erinnerung nach wurde sein Vater damals sehr gedemütigt. 1876 verkaufte Heinrich Quade senior die Mühle und zog mit seiner Ehefrau nach Rostock. Johanna Quade übernahm das Korsettgeschäft ihrer Mutter in der Hartestraße 9, während ihr Ehemann fortan als Rentier lebte.

### Schulzeit und Rostocker Gesellschaft
Vom ersten Schultag blieb Quade unter anderem der Weg an dem damals noch offenen Wallgraben entlang in Erinnerung: „Der jetzige Rosengarten vor der Post war damals ein zum großen Teil noch offener, vielleicht zehn Meter tiefer Wallgraben, noch aus der Befestigungszeit Rostocks stammend. Man war dabei, diesen Graben mit Bauschutt und Müll aufzufüllen.“ Zu den engsten Freunden Heinrich Quades in der Schulzeit gehörte Otto Methling, der später Hofschlossermeister wurde. Ein weiterer Schulfreund Quades war Friedrich Franz Burchard, der siebte Sohn des Kaufmanns, Reeders, Senators und späteren Bürgermeisters von Rostock Peter Johann Friedrich Burchard, der in der Hartestraße 21/22 wohnte. Burchard junior war nach dem Großherzog Friedrich Franz II. benannt, der auch dessen Patenschaft übernommen hatte. Die Familie Burchard gehörte zu den sogenannten Patrizierfamilien Rostocks. Quade bemerkte allerdings: „Mit der Herrlichkeit der „Patrizier“ war es aber Anfang der 60er Jahre aus. Rostock hatte eine Handelsschiffsflotte von 400 Schiffen und damit der Zahl nach die größte der Ostsee. Wir hatten in den 70er Jahren bereits vier Frachtdampfer [...] um 1880 rum vermehrte sich die Dampferflotte nicht nur in Rostock [...] Dadurch wurde die Segelschiffflotte in ganz kurzer Zeit nahezu wertlos [...] Mir ist es nie klar geworden, wie es möglich war, daß die Reeder dies nicht kommen sahen und sich nicht rechtzeitig umstellten [...] Noch Mitte der 70er Jahre war auf den Schiffswerften von Bohn & Burchard, Rickmann, Ludewig noch Großbetrieb [...] Senator P. J. F. Burchard, genannt Pif [...] mußte auch später [...] sein Geschäft aufgeben und lebte dann von seinem Bürgermeistergehalt [...] Wir haben auch später reiche Kaufleute in Rostock gehabt, aber keiner glich den alten „Patriziern“. Diese Gesellschaftsklasse starb aus und ist in ihrer Art in Rostock nicht wieder erstanden.“
Quade berichtete in seinen Erinnerungen auch von verschiedenen Lehrern an der Großen Stadtschule. Sein Ordinarius in Quinta war Brandt. Ab der Quarta musste Quade die Realschule besuchen und war entsetzt über die Gesellschaft, in der er sich nun befand. Etwa um diese Zeit wechselte die Familie Quade auch den Wohnsitz und zog in die Poststraße 9 Ecke Kleine Bäckerstraße. In seiner Zeit als Schüler erlebte Quade zwei große Brände in Rostock mit: zuerst brannte das hölzerne Circusgebäude in der Grubenstraße 28 ab, 1880 dann das Stadttheater am Kuhberg 6. Ein weiteres Ereignis, das in seine Schulzeit fiel, war die 300-Jahr-Feier seiner Schule, anlässlich derer Direktor Krause eine Rede hielt, die mit seinem Standardsatz „Wir haben uns hier versammelt...“ begann. Quade hatte nie bei Krause Unterricht, wurde aber oft Zeuge lautstarker Wutausbrüche dieses Pädagogen, die von Felix Lindner süffisant kommentiert wurden.
Die Familie Quade zog in Quades letzten Schuljahren in die Augustenstraße 1; das Haus blieb etwa zehn Jahre lang im Besitz der Familie. Heinrich Quade teilte sich darin ein Giebelzimmer mit seinem Cousin Gustav Ahrens, der schon vorher zur Familie Quade in Pension gegeben worden war. Ahrens weckte Heinrich Quades Interesse für Politik; sein Held in dieser Zeit war Eugen Richter. Ein Nachbar, der Fotograf Friedrich Geist, war als Verfasser von Knittelversen bekannt, von denen Quade noch im hohen Alter etliche rezitieren konnte.

### Berufsausbildung
Bei Maurermeister Carl Heinig, der seit 1877 ein Baugeschäft in Rostock hatte, begann Quade nach dem Ende der Schulzeit das Maurerhandwerk zu erlernen. Auf der Baustelle der Rostocker Aktien-Zuckerfabrik an der Kessiner Chaussee sammelte er erste praktische Erfahrungen. Wenige Wochen nach Antritt der Lehre feierte Quade in zünftiger Kluft den Einzug des neuen Großherzogs Friedrich Franz III. Nach Fertigstellung der Zuckerfabrik im Oktober 1884 wollte Quade auf die Bauschule wechseln, doch sein Lehrherr hielt ihn den Winter über in Rostock fest. Im Frühjahr arbeitete Quade auf der Baustelle der Frauenklinik an der Doberaner Straße. Einige Wochen arbeitete er auch beim Bauunternehmen Carl Pflugk.

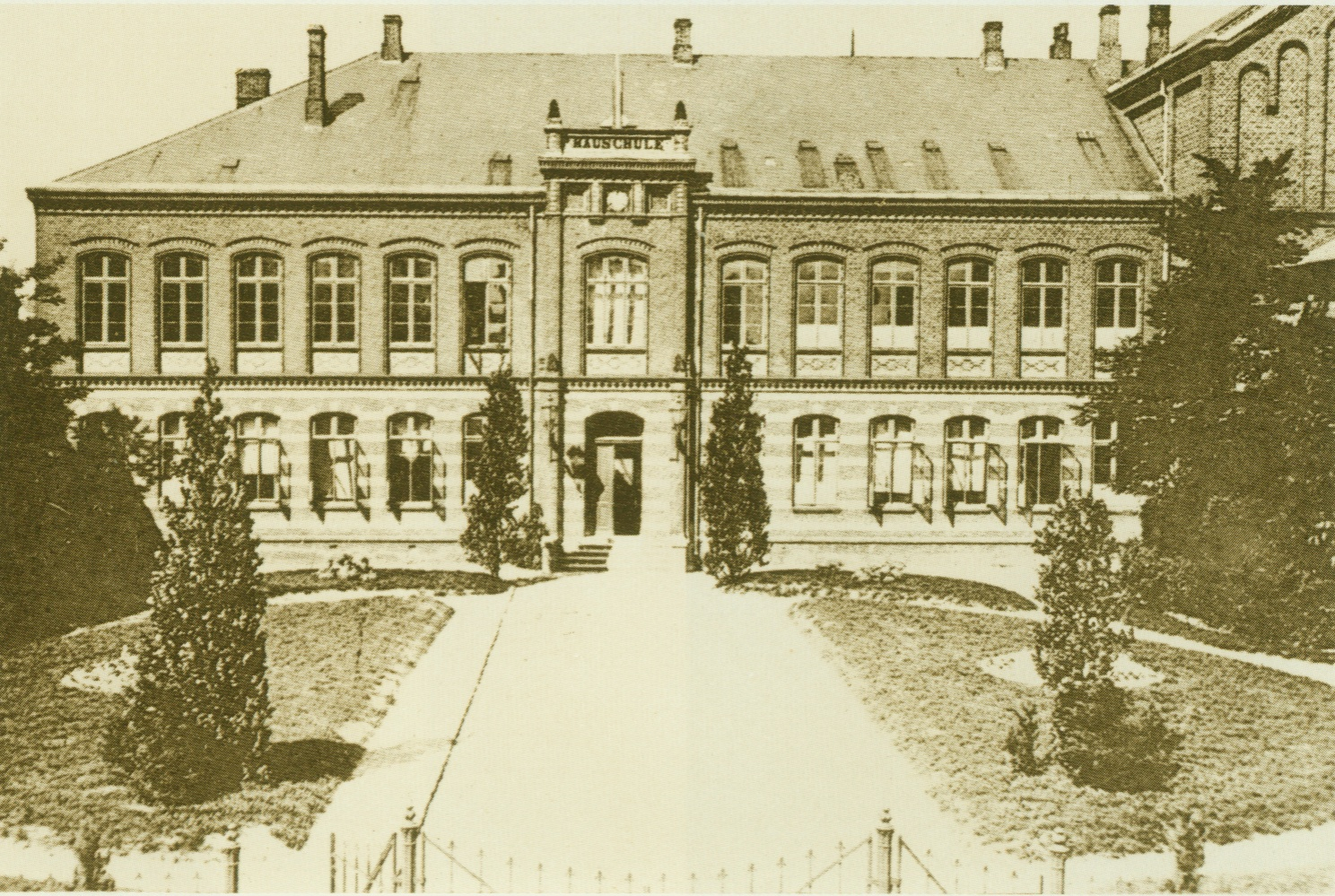
Baugewerkschule Eckernförde

In den Wintersemestern 1885/86, 1886/87 und 1889/90 studierte Quade an der Baugewerkschule Eckernförde. Die Sommer waren weiterhin praktischer Arbeit auf dem Bau gewidmet; Quade war beim Bau des Bahnhofsgebäudes für die Lloydbahn in Warnemünde beschäftigt, im zweiten Sommer bei einem Fabrikneubau in Spindlersfelde. Quade erkrankte kurz darauf, konnte im Wintersemester 1888/89 nicht weiterstudieren und nahm eine Stelle als Techniker bei einem Unternehmer in Waren an. Danach leistete er seinen Militärdienst ab, den er als Unteroffizier beendete, und kehrte nach Eckernförde zurück. Im Frühjahr 1890 trat Quade zum Examen an und bestand mit dem Prädikat „vorzüglich“. Von 42 Kandidaten erhielten nur drei diese Beurteilung.
Quade trat danach eine Stelle beim Zimmereigeschäft Jargsdorff in Kiel an. Unter anderem hatte er Kalkulationsarbeiten für die Holtenauer Schleuse in Kaiser-Wilhelm-Kanal zu erledigen. Da Quade die Ausbildung, die er in Eckernförde genossen hatte, zu einseitig fand, beschloss er, noch zwei Semester in München zu studieren. Seine Eltern hatten mittlerweile das Rostocker Haus in der Augustenstraße aufgegeben und waren in die Paulstraße gezogen. Von München aus unternahm Quade, der gerne reiste, eine Tour nach Wien und Budapest. Auch seine ersten Ausflüge in die Alpen fanden von München aus statt. Später, 1899, sollte Quade zu den Gründungsmitgliedern der Sektion Rostock des DAV gehören. An das zweite Münchner Semester schloss sich außerdem eine Reise nach Italien an. Danach legte Quade seine Maurermeisterprüfung ab und nahm dann zum 1. Januar 1893 eine Stelle als Bauführer in Dresden an. Dort hatte er den Bau einer Villa für den Millionär de Curry in der Dresdner Neustadt zu betreuen, der bald nach der Fertigstellung des pompösen Gebäudes starb. 1894 arbeitete Quade in Schwerin bei dem Bauunternehmer Lehsten. Da er aber den Eindruck hatte, er solle an dessen ihm unsympathische Nichte verkuppelt werden, gab er die Stelle bald wieder auf und wurde Anfang 1895 Techniker im Stadtbauamt Rostock. Diese Stelle gedachte er als Sprungbrett in seine Selbstständigkeit zu nutzen.

### Etablierung
Am 1. Dezember 1895 gründete Heinrich Quade seine Baufirma in Rostock, wurde im Januar 1896 in die Innung aufgenommen und erhielt das Bürgerrecht. Einer der ersten größeren Aufträge war das Empfangsgebäude auf dem Bahnsteig für den Zentralbahnhof in Rostock, darauf folgten der Umbau des Bahnpostgebäudes und der Schalterhalle. Mit dem Bau der Villa Lehment brachte Quade seine Belegschaft durch den Winter. In seinen Memoiren fasste sich Quade hinsichtlich seiner Bauten kurz und verwies auf ein Album Mein Lebenswerk 1896–1926, das er bei seinen Nachkommen offenbar als bekannt voraussetzte. Sehr kurzlebig war ein Fabrikgebäude auf Gut Teschendorf, in dem Ammoniak aus Torf gewonnen werden sollte. Als sich dieses Unternehmen nicht rentierte, wurden die Fabrikbauten kurzerhand wieder abgerissen. Quade baute ab 1897 unter anderem für den Besitzer des Rostocker Anzeigers Gustav Boldt, den er aus seinem Kegelclub kannte.

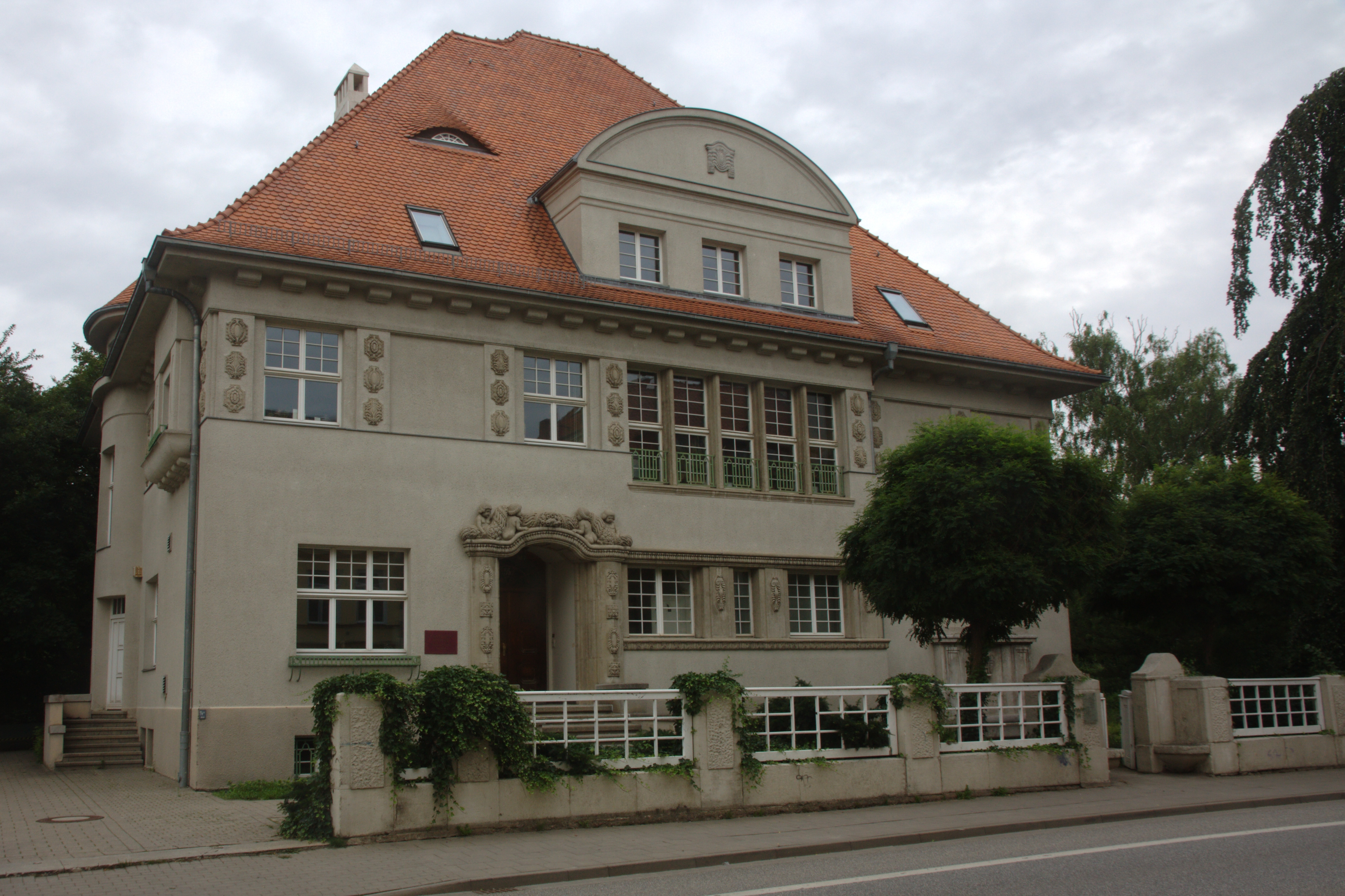
Villa Zeeck

Mit dem Eintritt in die Große Landesloge der Freimaurer von Deutschland wiederum begann Quades lebenslange Freundschaft mit Gustav Zeeck. Dessen Villa baute er 1909 nach Plänen von Paul Korff.
In der Ballsaison 1899/1900 lernte Heinrich Quade die Kaufmannstochter Margarethe Gewecke aus Kirch Grubenhagen kennen, die er am 6. Oktober 1900 in der Dorfkirche Kirch Grubenhagen heiratete. Aus der Ehe gingen vier Kinder hervor, von denen aber nur zwei das Kleinkindalter überlebten: Sohn Heinz, 1901 geboren, wurde Architekt; Tochter Eva, Jahrgang 1912, absolvierte das altsprachliche Gymnasium und studierte pro forma ein Semester lang. Sie heiratete den Botaniker Ernst Reinmuth und wurde die Mutter des Theologen Eckart Reinmuth, der später ein Vorwort zu den Lebenserinnerungen seines Großvaters schreiben sollte.
Die junge Familie Quade bezog eine Wohnung in der Friedrich-Franz-Straße 81 (heute: August-Bebel-Straße) in Rostock und lebte dort vier Jahre lang. In dieser Zeit war die Villa für Braumeister Eduard Dietze in der Alexandrinenstraße 6 das wichtigste Bauprojekt.
1902 hatte Quade mit Streiks zu kämpfen; dennoch konnte er in seinen Memoiren festhalten, dass er am Ende dieses Jahres ein Vermögen von 100.000 Mark besaß, und fortfahren: „Für die zweiten 100.000 gebrauchte ich nur noch fünf Jahre.“ 1904 wurde er mit dem Anbau des Telegraphenamtes an der Hauptpost Rostock beauftragt, weitere Postbauten kamen in den nachfolgenden Jahren hinzu. 1905 zog die Familie Quade in die Friedrich-Franz-Straße 37. Quade hatte in diesen Jahren wenig Zeit zum Reisen. Daher verlegte er sich auf die Jagd als Freizeitbeschäftigung, so etwa bei seinem Freund Josephi auf Gut Gutow bei Grevesmühlen und bei Administrator Hoffmeister in Stavenhagen sowie auf Gut Groß Lüsewitz bei Nante Biermann, einer Weinstubenbekanntschaft: „Das alte Herrenhaus war in den 1890er Jahren abgebrannt und durch ein pompöses Schloß, das Schönste in weitem Umkreis von Rostock, ersetzt. Die Entwürfe dazu entstammten von einem berühmten Berliner Architekten. Mein Freund B. paßte hier eigentlich gar nicht rein. Er war Berliner und hatte die entsprechende Schnauze. Sein Vater hatte zuerst in den siebziger Jahren Dachpappe fabriziert und hatte dabei soviel verdient, daß er jedem seiner acht Kinder eine Million hinterlassen konnte.“ „Wie ich die erste Treibjagd dort mitmachte und auf der Terrasse vor dem Schloss stand im Kreise angesehener Herren als gleichberechtigt, gedachte ich der Stunde, wie vor 40 Jahren mein Vater mit der Mütze in der Hand, auf dem Hofe gestanden hatte. Die Demütigung war wettgemacht.“ Nachdem Martin Josephi 1911 noch das Gut Penzlin bei Karow gekauft hatte, konnte Quade auch dort seiner Jagdleidenschaft frönen.
Mit seiner Frau machte Heinrich Quade im Jahr 1907 eine Schiffsreise nach Dänemark. Bald darauf folgte wieder eine Streikwelle, bis ab 1910 jeweils im Januar Tarifverträge für das ganze Jahr abgeschlossen wurden. Quade, der sich erholungsbedürftig fühlte, plante gerade eine Reise nach Madeira, als er einen einträglichen Auftrag von der Depositen & Wechselbank Schwerin bekam, unmittelbar darauf folgte das Kaufhaus Frederstorf & Baade im Barnstorfer Weg 47/48. Seine Freizeit verbrachte Quade gerne in Paul Everts Weinstube am Hopfenmarkt 29; einer der Stammtischbesucher war der ehemalige Kapitän Andreas Schmidt. „Dieser hatte eine große Bark gefahren, bis sie an der Küste Südamerikas kaputt ging [...] Er hatte  die ganze Welt mit offenen Augen gesehen und wußte davon allerhand Läuschens zu erzählen.“ Ein anderer Stammtischbesucher war der sogenannte „Dämonenrat“ Tettich, Herausgeber landwirtschaftlicher Zeitungen und einstiger Reichstagsabgeordneter für Grevesmühlen, ausgezeichnet mit dem Roten Adlerorden II. Klasse. Hinzu kam Oberamtsrichter Göttens, der die Meinung zu vertreten pflegte, Deutschland müsse englische Kolonie werden. Hatte Quade zunächst seinen Spaß daran, diesen Personenkreis zu Wortgefechten anzustacheln, so musste er bald feststellen, dass bezüglich des Krieges „ein unglaublicher Quatsch“ vorgetragen wurde, und schließlich konstatieren: „Mein Pessimismus wurde durch die Wirklichkeit leider immer übertroffen.“

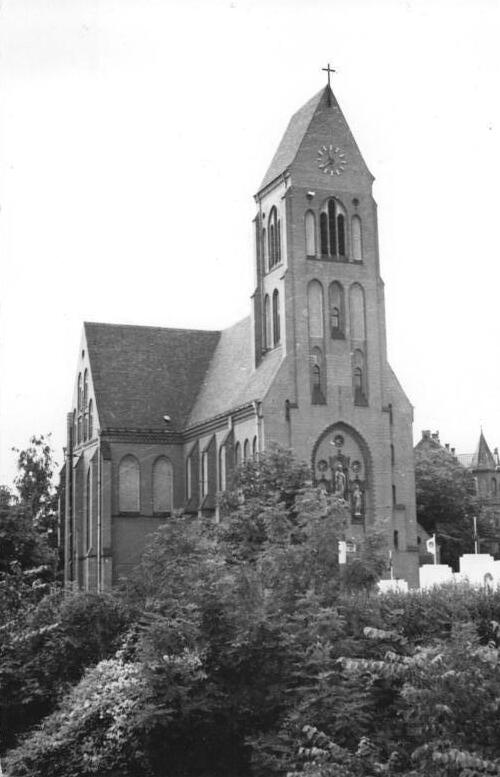
Die 1909 geweihte Christuskirche am Schröderplatz

Größere Arbeiten vor dem Ersten Weltkrieg waren der Bau der katholischen Kirche und der Rostocker Bank sowie 1913 der Bau der Augustenschule. 1911 reiste das Ehepaar Quade anlässlich der Hygieneausstellung nach Dresden, 1912 wollte Quade zur Einweihung der Rostocker Hütte nach Prägraten reisen, erhielt aber unterwegs in München die Nachricht, dass seine Mutter verstorben war. Mit dem Erbe war er nun ein Mann von mehr als 300.000 Mark: „Leider habe ich hier wenig von gehabt, denn schon nach zwei Jahren kam der Krieg und verschlang fast alles wieder.“ Quade, der gerade Urlaub in Warnemünde machte, als das Attentat von Sarajevo verübt wurde, hatte sofort eine Schule zum Lazarett umzubauen. Bei Kriegsbeginn führte Quades Firma verschiedene private Bauten aus, beispielsweise das Wohnhaus von Dr. Emil Gerlach in der Augustenstraße 117 und das Wohnhaus des Stadtbauingenieurs Julius Bühring in der Baleckestraße 4 (Ecke Arndtstraße). In den ersten Kriegsjahren machte sich beim Bau der Chirurgischen Klinik bereits Personalmangel bemerkbar. Ein Versuch, Frauen bei den Erdarbeiten einzusetzen, scheiterte – „Die „Damen“ hatten [...] immer nur einen Teelöffel voll Erde auf der Schaufel“ – und Kriegsgefangene konnte Quade nicht beschäftigen, weil er das entsprechende Quartier nicht stellen konnte. Im Jahr 1917 war er an der Bauausführung des Flugplatzes Warnemünde beteiligt: „Hier herrschten im Bauwesen geradezu russische Zustände. Schieberei und Bestechlichkeit waren große Mode. Schließlich wurde es so gemacht, daß zu einem Bau einige aufgefordert wurden, einen Preis abzugeben und diese Namen allen mitgeteilt wurden vom Bauführer. Darauf traten diese zusammen incl. des Bauführers, setzten einen borstigen Preis fest, für den der die Ausführung bekam. Darauf wurden dann viele Tausende aufgeschlagen zur Verteilung an die, die nicht die Ausführung bekamen incl. des Bauführers. Es ging herrlich, man verdiente an den Schmiergeldern mehr, als im Geschäft bei der Ausführung. Wir schwammen alle scheinbar im Geld. In Wirklichkeit war es ja alles nichts. Im Jahre 1918 kostete unser Haushalt, bei sehr bescheidener Lebensweise, schon 18.000 Mark. Das war ungefähr das Doppelte, was er vor dem Kriege, bei sehr guter Lebensführung, gekostet hatte.“

### Zwischenkriegszeit

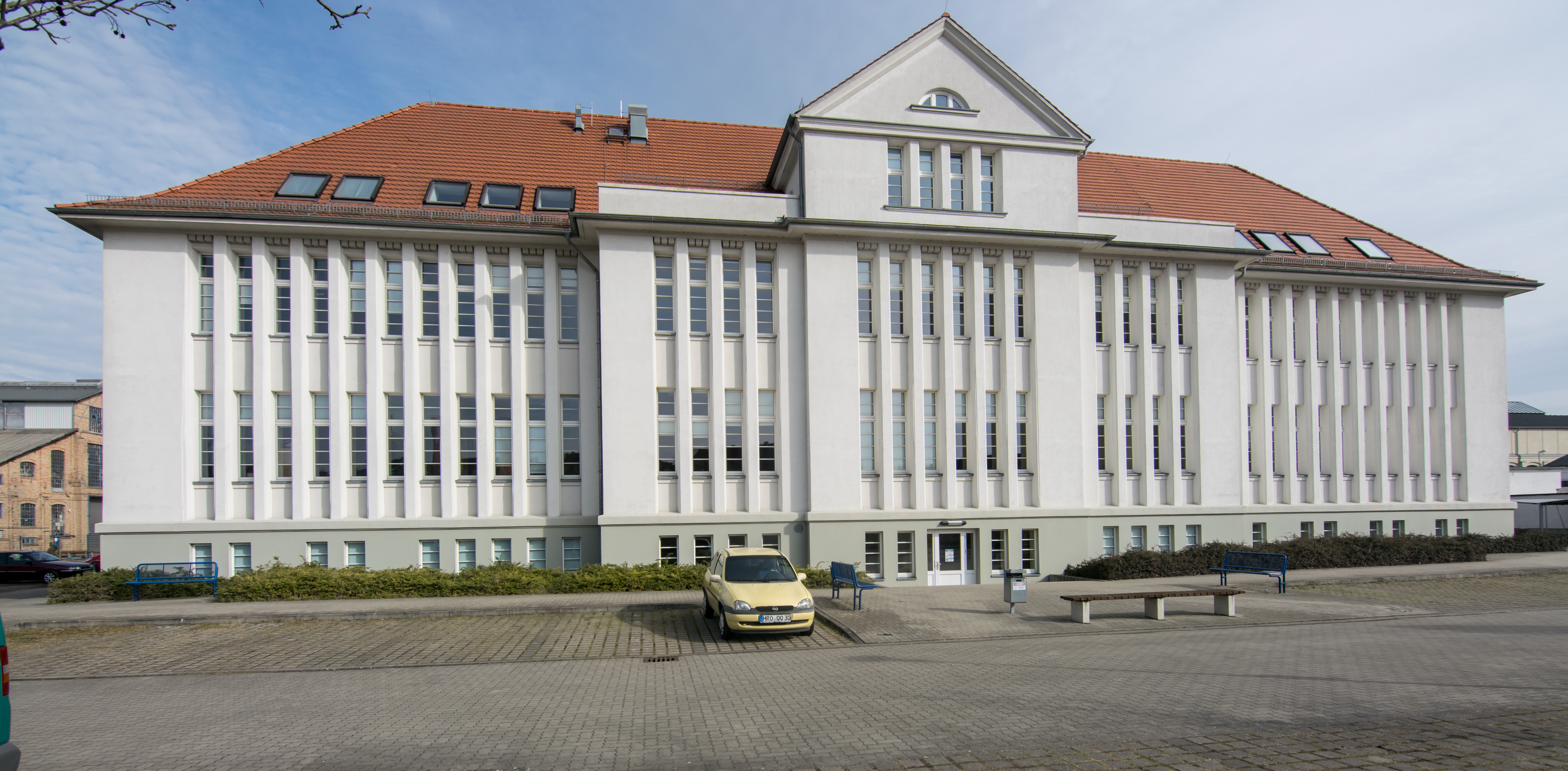
Verwaltungsgebäude der Neptun-Werft

Zu Quades ersten Arbeiten nach dem Krieg gehörte die Villa Brockelmann an der Stephanstraße nach Plänen von Korff. 
Quades Sohn Heinz, der sein Abitur abgelegt hatte und an der Technischen Hochschule Hannover studierte, wurde beim Bau für die Neptun Werft beschäftigt: 1919 wurde das Kompressor-, 1920/1921 das Verwaltungsgebäude errichtet. 
Später studierte Heinz in München, wo er Unterstützung von Heinrich Quades Vetter Erich Quade erhielt, seine Rückkehr fiel in die Zeit der Hochinflation; Vater Quade musste ihm für die Heimreise zwei Millionen Mark schicken.
Heinrich Quade wurde 1919 zum Obermeister der Maurer- und Zimmerer-Innung in Rostock und Warnemünde gewählt, er gab den Posten aber 1923 wieder auf, weil er für Ehrenämter wenig übrig hatte, sein Nachfolger wurde Pflugk. In der Zeit der Inflation arbeitete Quade bevorzugt gegen Devisen oder Sachwerte: „Brockelmann, der englische Pfund sein Eigen nannte, baute ein Doppelhaus für seine Angestellten. F. Lorenz bezahlte den Bau seiner Villa mit Schnaps und die Werft hatte auch noch Materialwert.“ Heinz Quade unterstützte seinen Vater sehr; er fand allerdings 1924 eine Anstellung in Herford. Quades Vetter Friedrich Ahrens, der eine Sägerei besaß, zahlte in der kritischen Zeit 1924 Geld für eine Hypothek an Quade zurück, womit Quade die finanziell problematische Zeit überbrücken konnte. Der Bau der Villa Lehment in Warnemünde 1924 und der Erweiterungsbau der Fabrik A. F. Lorenz 1925 brachten wieder einiges Geld ein. 1926 besaß Quade wieder 160.000 Reichsmark. In diesem Jahr hatte er auch wieder einen großen Auftrag von Boldt, was ihm die Anschaffung von Baumaschinen ermöglichte. Ein Durchbau der Handelskammer und ein weiterer großer Durchbau bei Koch in der Kröpeliner Straße waren die Hauptaufträge der nachfolgenden Zeit.
1928 trat Heinz Quade in das Baugeschäft seines Vaters ein. Er erwies sich als tüchtig und erhielt schon nach sechs Monaten Prokura. Heinrich Quade war nun etwas entlastet und konnte wieder ans Reisen denken. Im Herbst 1929 war er in London, 1930 unternahm er mit seiner Frau eine Nordlandreise auf der Ozeana, im Sommer 1931 reiste er mit Tochter Eva nach Tirol und besichtigte endlich die Rostocker Hütte. Geschäftlich waren diese Jahre unergiebig, erst 1933 „besserte sich bei uns die Geschäftslage, wir bekamen auf dem Flugplatz Warnemünde einen größeren Durch- und Erweiterungsbau und hatten auch in der Privatkundschaft ganz gut zu tun.“ Quade reiste im Frühjahr 1933 nach Madeira und ins westliche Mittelmeer, wiederum auf der Ozeana.
In seinen Erinnerungen spricht Quade häufig von der Aufrüstung, die ab 1933 folgte, und den Aufträgen, die er alsbald bei Heinkel etc. bekam, äußert sich aber, soweit man dies anhand einer redigierten Ausgabe nachvollziehen kann, sonst wenig über die Auswirkungen des Hitlerregimes in den 1930er Jahren. Eine Ausnahme bildet sein empörter Kommentar über die Schließung der Freimaurerlogen und die Konfiszierung der Ausstattung. Nachdem er ausgiebig das Wesen der Freimaurerei erläutert hatte, schrieb Quade, „daß das gesamte Vermögen als volks- und staatsfeindliches Vermögen beschlagnahmt und eingezogen wurde. 8000 Reichsmark in bar, 2000 Flaschen Wein, die Damastgedecke und das Silberzeug für 200 Personen, eine wertvolle Bibliothek [...] Ich bin bis zum höchsten Grad gekommen, ich war eng befreundet mit den Meistern der verschiedenen Abteilungen, die einmal im Jahr nach Berlin zu einer Logenkonferenz fuhren [...] Niemals ist etwas Volks- oder Staatsfeindliches gesprochen oder gedacht. In jedem Kegelclub ist mehr über Politik gesprochen worden als in der Loge [...] Man hat uns vorgeworfen, daß wir mit dem Ausland conspirierten. Unsinn! [...] Urteilslose Leute, beeinflußt durch die Ludendorff Schriften, denen jedes Verständnis für das Logenfach fehlt, die es nicht für nötig hielten, mit einer solchen altehrwürdigen Institution sich eingehend zu beschäftigen [...]“

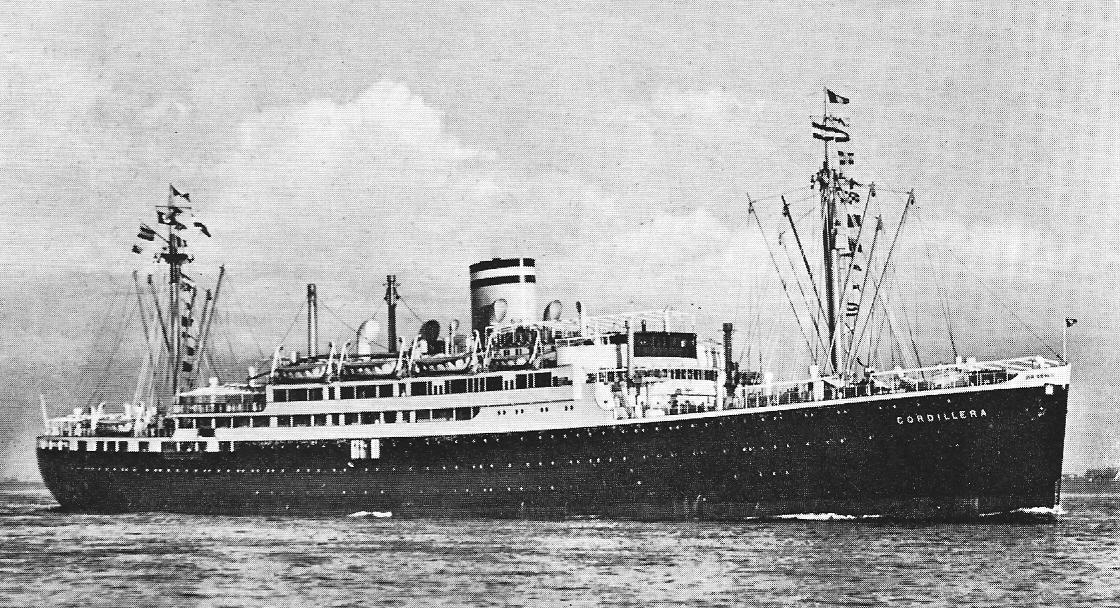
Die Cordillera

1933 war auch das Jahr, in dem sich beide Kinder Quades verlobten. Eva mit dem bereits erwähnten Dr. Reinmuth, Heinz mit einem Fräulein Lerche, einer Freundin seiner Schwester aus der Zeit, in der sie sich beim Lette-Verein mit Hauswirtschaft befasst hatte. 1935 reiste das Ehepaar Quade auf der General von Steuben in den Orient. Quade überließ das Geschäft mehr und mehr seinem Sohn, verkehrte ausgiebig in der Weinstube Gecelli, in der „aus politischen Gründen [...] nach und nach Einige weg[blieben]“, freute sich über die Geburt seiner ersten Enkeltöchter Witta und Bärbel und plante die nächste Reise. Auf der Cordillera machte er eine Tour nach Südamerika. 1937 reiste er mit seiner Frau zum 25-jährigen Jubiläum der Einweihung der Rostocker Hütte. In diesem Jahr erhielt er auch wieder einen umfangreichen Auftrag von Heinkel. 1938 wurden zwei weitere Enkelkinder geboren und auf die Namen Heinrich Quade und Volker Reinmuth getauft. 1938 bereiste Quade Nordamerika. Die Überfahrt fand auf der New York statt. Im Sommer 1938 reiste das Ehepaar Quade nach Berchtesgaden; bei der Rückkehr herrschte eine politische Spannung, die Quade zwar wahrnahm, aber noch recht humorvoll kommentierte: „Wir Stammtischler hatten es nicht leicht und waren oft empört, daß man sich nicht unseren Rat einholte, da wir es doch alles besser wußten. Die Regierung hatte kein Verständnis dafür.“ Gleichzeitig verzeichnete er große Verdienstmöglichkeiten durch die Bauaufträge der Rüstungsindustrie, denen nur aus Personalmangel nicht allen nachgekommen werden konnte.
Ende Mai 1939 machte sich Quade mit seiner Frau auf den Weg nach Italien. Die beiden übernachteten im Hotel Grünwald in München und stiegen frühmorgens in den weiterführenden Zug: „Unsere Abteilgesellschaft bestand aus einer Berliner Jüdin, die ihrem Mann nach Schanghai nachfahren wollte, einem Professor aus Palermo, der sehr gut deutsch sprach, einer älteren Dame mit ihrem Sohn, der Leutnant bei den Gebirgsjägern war und uns“. Über jene jüdische Mitreisende, die am Brenner scharf kontrolliert wurde, aber die Grenze überschreiten durfte, erfährt der Leser noch, dass sie mit einem Arzt verheiratet war, dem 1934 die Praxis entzogen wurde und der sich anderweitig über Wasser halten konnte, bis er eine Stelle als Assistenzarzt in Shanghai fand, und dass sie ihre Mitreisenden mehrmals großzügig mit Cognac bewirtete. Anfang Juli kehrte das Ehepaar Quade nach Rostock zurück. Die ersten Kriegsmonate empfand Quade offenbar noch als recht ruhig. Er konnte sich auch über eine Einladung des Herzogs Adolf Friedrich zu Mecklenburg freuen, den er auf einer seiner Reisen kennengelernt hatte. Die Feier seines 75. Geburtstages am 23. September 1941 gestaltete sich allerdings schwierig, da die Lebensmittelrationierung den Möglichkeiten der Bewirtung Grenzen setzte. Geschäftlich tat sich offenbar nicht mehr so viel wie in den ersten Jahren des Dritten Reichs.

### Niederschrift der Erinnerungen während des Zweiten Weltkriegs
Nach diesem Geburtstag hat Heinrich Quade begonnen, seine Erinnerungen niederzuschreiben, denn diese beginnen mit den Worten: „Ich bin jetzt 75 Jahre alt. Nachfolgend werde ich Erinnerungen, Erlebnisse, Gedanken aus meinem Leben niederschreiben [...] Der Gedanke dabei ist, daß meine Enkel und späteren Nachkommen es interessieren wird, was ich erlebt und gedacht habe und was in der Zeit meines Erdenwaltens nicht nur mich, sondern die Menschheit bewegte.“
Im Frühjahr 1942 wurde Rostock mehrmals von britischen Bombern angegriffen. In Quades Memoiren ist ein Brief vom 4. Mai 1942 eingeschoben, in dem er über die verschiedenen Angriffswellen und die die dabei stattfindenden Zerstörungen berichtet. Beim zweiten Angriff wurde das Quadesche Wohnhaus in der Friedrich-Franz-Straße von Brandbomben getroffen. Nach vergeblichen Löschversuchen retteten Quade und seine Helfer Büromaterial und Geschäftsbücher und brachten sie im Gewölbekeller eines Gebäudeflügels unter; danach fuhr Quade zu seinem Sohn in die Schliemannstraße 32 und bat ihn um Hilfe. Heinz Quade konnte tatsächlich noch Geschäftsbücher und einen Teil der Wohnungseinrichtung retten, ehe das Haus seiner Eltern abbrannte. In der dritten und vierten Angriffsnacht wurden große Teile der Mittel- und Altstadt Rostocks zerstört. Quade zählte detailliert die Straßenzüge und Einrichtungen auf, die den Bomben zum Opfer fielen. In den nachfolgenden Teilen seiner Erinnerungen fallen Erzählzeit und Lebenszeit mehr oder weniger zusammen: „Es ist jetzt Juni 1942. Vorstehendes habe ich bis jetzt erlebt, dunkel liegt die Zukunft noch vor mir [...] Noch tobt der Krieg in unverminderter Stärke. Häufige Siegesnachrichten beleben uns, ohne dass jedoch durch die Siege eine uns erkennbare Entscheidung zu unseren Gunsten herbeigeführt wird [...] Wieder drei Jahre Krieg zermürbt die Nerven und beeinträchtigt das körperliche Wohlbefinden. Ich habe seit Kriegsanfang 38 Pfd. an Körpergewicht verloren, davon allein neun Pfund in den Schreckensnächten, obgleich wir ja immer satt wurden. Insbesondere der Mangel an Fett bewirkt in meinem Alter die Gewichtsabnahme [...] Ist das Leben des Lebens wert?“
Quade ging dieser Frage über mehrere Seiten nach, ehe er weiter berichtete, was sich in Rostock zutrug: Das Ehepaar Quade zog in eine Notwohnung in der Babststraße 15a um und brach dann zu einer Erholungsreise nach Innsbruck auf, die sich allerdings als wenig erholsam herausstellte. Besuche bei Verwandten in Dresden und Breslau schlossen sich an. Angesichts der russischen Winteroffensive 1943 und der Erwartung der Invasion sah man dem Jahr 1944 mit Schrecken entgegen, zumal die von Hitler angekündigte Wunderwaffe auf sich warten ließ. Ein Neffe Quades, Sohn des Baurats Gewecke aus Breslau, fiel als Artillerieoffizier in Russland. Am 1. März 1943 kamen Frau Geheimrat Lerche und ihre Tochter Witta Lerche bei einem Bombenangriff in Berlin um. Im April 1943 wurden die Notwohnung Quades und die seines Sohnes bei weiteren Angriffen beschädigt. In der Friedrich-Franz-Straße 37 wurden auch Hintergebäude getroffen, in denen Baumaschinen und Materialien lagerten. Quades Tochter Eva und Schwiegertochter Traute wurden mit ihren Kindern im August 1943 aufs Land evakuiert, kehrten aber im November zurück, da die Beschaffung von Lebensmitteln in Voigtshagen zu umständlich war. Quades Freundes- und Bekanntenkreis schrumpfte immer mehr. Im Februar 1944 erfolgten weitere heftige Luftangriffe auf Rostock, am 30. März 1944 wurde Heinz Quade eingezogen. Am 11. April 1944 legte ein Angriff zahlreiche Straßenzüge in der Steintorvorstadt in Schutt und Asche und beschädigte die Wasser- und Gasleitungen, die danach lange nicht mehr nutzbar waren. Quade überlebte diesen Angriff im Keller des Hotels Rostocker Hof. Im Oktober 1944 berichtete Quade, dass er als 78-Jähriger immer noch das Geschäft zu leiten hatte, zählte dann die Verluste der Deutschen auf, erwähnte erneut das Warten auf die Wunderwaffe und berichtete dann: „Bis jetzt erhielt ich in der Weinstube des Rost. Hofs noch einmal in der Woche eine halbe Flasche Wein, jetzt ist auch dies ganz aus. Meistens bekommen wir nun Apfelsaft, nur dann und wann mal ein Glas Wein [...] Die Tochter und Schwiegertochter sind noch in Wendorf resp. Voigtshagen. Die Kinder besuchen dort die Dorfschule mit mehr oder weniger Erfolg. Bis jetzt bestand der Unterricht seit Anfang September in der Hauptsache aus Feiren, da die Landkinder für Erntezwecke, Kartoffelbuddeln etc. gebraucht werden. Es geht alles drunter und drüber.“
Den Erlass des Führers vom 18. Oktober 1944 zur Bildung des Volkssturms übertrug Quade vollumfänglich in seine Erinnerungen. Seine Aufzeichnungen setzte er erst im Januar 1945 mit Schilderungen der Flüchtlingsströme und der Befürchtungen der Kapitulationsbedingungen fort. Ein Abschnitt vom Februar 1944 beginnt mit weiteren Berichten über das Flüchtlingselend und endet mit der Nachricht, dass Ernst Reinmuth im Dezember den Professorentitel erhalten und Heinz Quade eine Dose Anchovis aus Norwegen geschickt hatte.
Die nächste Nachricht folgt erst Ende März 1945. Rostock war zur Festung erklärt worden; die dabei entstehenden Panzerabwehrgräben bezeichnete Quade als „dummes Zeug“, da unwirksam. Heinrich Quade äußerte nun den Entschluss, seine Aufzeichnungen abzuschließen und zur Aufbewahrung bis zum Ende des Krieges der Universitätsbibliothek Rostock zu übergeben. Offenbar tat er dies dann aber doch nicht, denn es folgt ein Eintrag vom 7. April 1945. Darin heißt es unter anderem: „Unsere Niederlage im Osten wird fast noch übertroffen durch diejenige im Westen [...] Die Regierung hat angeordnet, daß hinter den Fronten ein Guerillakrieg von der Zivilbevölkerung geführt werden soll. Dies wird zur Ausrottung des deutschen Volkes führen, da die Feinde für jeden Anglo-Amerikaner vielleicht 50–100 Deutsche erschießen werden. Wir haben ihnen dies schon in Griechenland p.p. vorgemacht, sie brauchen nur dieselben Methoden anzuwenden [...] Es ist schließlich auch gleichgültig, ob unsere männliche Bevölkerung in offenem Kampfe fällt, oder bei einem bedingungslosen Frieden nach Sibirien verschleppt wird [...] Es folgt sonst auf Regen Sonnenschein, aber es existiert keine Hoffnung auf den Letzteren - nur Regen, Regen bis an unser Ende.“
Mit diesen Worten enden Heinrich Quades Aufzeichnungen. Wie lange er danach noch lebte und unter welchen Umständen er gestorben ist, ging aus der 2015 bei Redieck & Schade gedruckten Ausgabe seiner Lebenserinnerungen nicht hervor. Im Stadtarchiv Rostock belegt seine Sterbeurkunde, dass er am 17. August 1945 im Universitätskrankenhaus verstarb, als Todesursache wurde eine Gefäßschwäche und chronische Gastroenteritis angegeben.

### Druckausgabe der Lebenserinnerungen Quades
Mit einem Vorwort des Enkels Eckart Reinmuth und einer kurzen Einführung von Steffen Stuth versehen; enthält die Ausgabe einige Abbildungen aus dem Archiv Quade/Reinmuth und einen Anhang, in dem die von Quade ausgeführten Bauten aufgezählt sind. Stuth kommentierte: „Heinrich Quade nahm also eine ganz typische Entwicklung eines Mitgliedes des aufstrebenden Bürgertums  Ende des 19. Jahrhunderts, war willens, das Beste aus den gebotenen Möglichkeiten, die durch den Aufstieg seiner Familie bereits vorgegeben waren, zu machen. Als Bauunternehmer prägte er mit den Gebäuden, die er mit seiner Firma errichtete, selbst das sich entwickelnde Rostock mit, hinterließ an den wichtigen Stellen dieser Stadt seine Spuren. Wohn- und Geschäftshäuser, die er fertigstellte, prägen Rostock bis heute, obwohl zahlreiche dieser Bauwerke in den letzten einhundert Jahren [...] wieder verschwunden sind.“ Er beurteilt die Lebenserinnerungen Quades als „historische Quelle von großem Wert“, weil sie „Einblicke in ein Leben in einer Stadt in einem Zeitraum rasanter Veränderungen und Entwicklungen“ bieten.

## Tadellöser & Wolff
In Walter Kempowskis Roman Tadellöser & Wolff wird ein Baumeister Quade als Erbauer des Hauses Augustenstraße 90, in das die Familie zu Beginn einzieht, mehrmals erwähnt. Im Anhang zu Quades Lebenserinnerungen ist die Firma Kempgens & Co., die dort Getränke produzierte, zwar mehrmals zu finden, jedoch kein Bau eines Wohnhauses dokumentiert. Stattdessen ist hier unter dem Jahr 1925 der Bau der Fabrik und des Lagergebäudes für Dr. Gennerich, dem die Firma unterstand, in der Friedrich-Franz-Straße vermerkt. Unter 1928 ist der Bau eines Pferdestalls und unter 1929 der Umbau der Fabrik aufgeführt.